# 巴尔干保加利亚航空

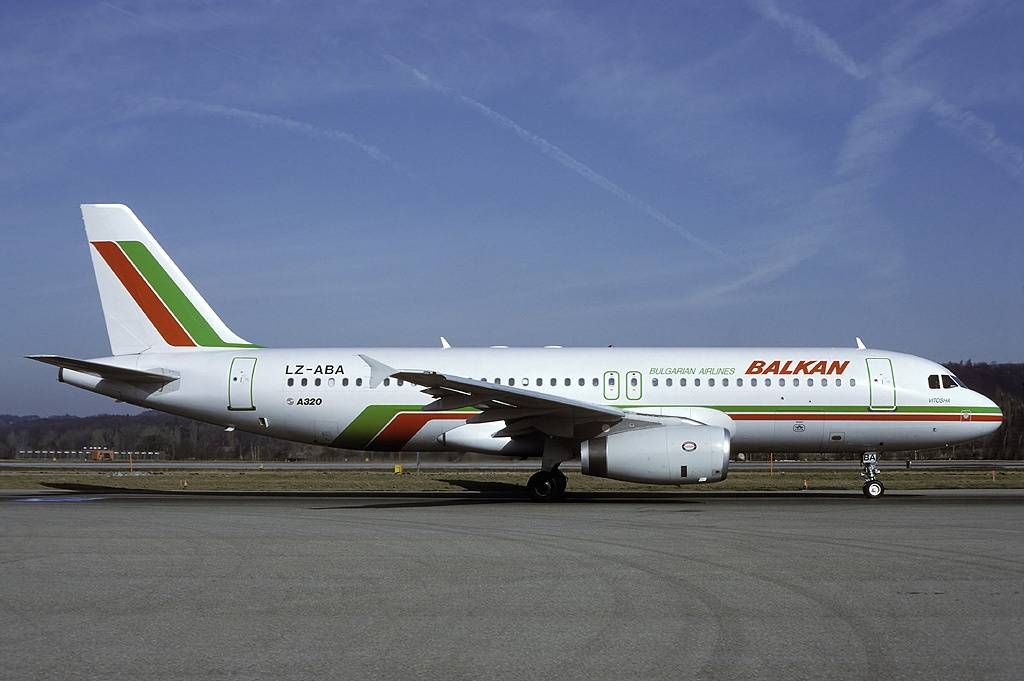
1992年，一架巴尔干保加利亚航空A320-200停泊在蘇黎世機場

巴尔干保加利亚航空是營運於1947年至2002年間，保加利亞政府所有的載旗航空公司。在20世紀70年代，該航空公司成為一家重要的歐洲航空公司。中歐和東歐共產主義垮台後，該公司遇到了財務不穩定。儘管設法繼續運營，但在進入21世紀並進行有爭議的私有化後，該公司於2002年宣布破產，並於同年10月下旬進行了清算。保加利亞航空於2002年12月被任命為巴爾幹航空的繼任者。